# 박종율
박종율(1929년 3월 14일~2003년 9월 6일)은 대한민국의 정치인이다. 제8·12·13대 국회의원을 지냈다.

## 역대 선거 결과
|  | 44.4% |

|  | 29.3% |

|  | 23.8% |

| 전임 김영배 | 제2대 통일민주당 사무총장 1987년 10월 28일~1988년 5월 13일 | 후임 서석재 |